# San Serac
San Serac er en amerikansk techno-producer. 